# Fransk (sprog)
 Denne artikel omhandler fransk som sprog. Opslagsordet har også en anden betydning, se Fransk.
Fransk er et romansk sprog, der tales i Frankrig, Belgien, Luxembourg, Schweiz, Canada, Haiti, Elfenbenskysten, den Demokratiske Republik Congo (og en række andre tidligere kolonier i Afrika, Asien og Amerika). Fransk er udbredt i diplomatiet og har en fremtrædende position i den Europæiske Union. Desuden er fransk arbejdssprog i en række internationale organisationer som fx NATO, OECD, FN og Den Internationale Olympiske Komité (IOC). Fransk er også et af de internationale postsprog. Fransk tales af mellem 90 og 200 millioner og er det 10. mest talte sprog i verden..

## Klassifikation
Fransk hører til den vestlige gren af de romanske sprog, ligesom spansk og portugisisk, men i modsætning til italiensk og rumænsk. I Frankrig er der store dialektforskelle, og to forskellige sprog: langue d'oïl i nord (fransk i snæver forstand) og langue d'oc eller occitansk i syd (provencalsk), alt efter hvilket ord, der bruges for "ja". De har begge en litterær tradition, der går tilbage til middelalderen.

## Historie

### Oprindelsen
Fransk opstod af latin, eftersom Frankrig (Gallien) var en del af Romerriget gennem cirka 500 år. Efter at de germanske frankere etablerede et kongerige i den nordlige del af Frankrig (som fik navn deraf), gennemgik det lokale latin en rivende udvikling. Det kom snart til at adskille sig mærkbart fra både klassisk latin og de andre sprog, der udviklede sig af det – eksempelvis italiensk og spansk.
Den første kendte tekst skrevet på fransk er Strasbourg-ederne fra 842.

### Forsvaret mod andre sprog
I 1539 fik Frans 1. af Frankrig afskaffet latin som juridisk sprog: "Vi vil, at fra nu af skal alle påbud og proces-akter fremsiges, registreres og kundgøres på det franske modersmål og ikke anderledes," som det blev formuleret i ediktet fra Villers-Cotterêts. For første gang var loven taget i brug for at styrke det franske sprog.
Ti år senere kom du Bellays programskrift Défense et illustration de la langue française (dansk: Til det franske sprogs forsvar og forskønnelse), hvor du Bellay udvidede og berigede fransk med ord lånt fra dialekter og fra italiensk. Da Richelieu fik Det Franske Akademi oprettet i 1635, var en af dets opgaver at overvåge det franske sprog, og som det hed i stiftelsesdokumentet: "rense det, gøre det veltalende og i stand til at behandle alle emner inden for kunst og videnskab". Oprettelsen var en klart politisk handling, der gjorde sproget til et magtmiddel, der tjente monarkiet og myndighederne. I modsætning til du Bellay optrådte akademiet sprogrensende og fortrængte minoritetssprog og dialekter. Derved opstod den dybe kløft mellem folkets og elitens sprog, der er mærkbar i fransk i dag.
I forlængelse af Det Franske Akademis anstrengelser for sprogrenselse fik kulturminister Jacques Toubon den 4. august 1994 indført la Loi Toubon (dansk: Toubons lov), der nærmest var en Maginot-linje mod engelske låneord, selv om engelsk slet ikke nævnes i loven. Toubon selv blev omgående omdøbt til "Mr. Allgood".

### Fransk som klarhedens sprog
Videnskabsakademiet i Berlin udskrev i 1783 en præmiekonkurrence med spørgsmålet: "Hvad gør fransk til Europas universelle sprog? Hvad skyldes det, at det fortjener den forrang? Kan man formode, at det vil beholde den?" Præmien blev vundet af franskmanden Antoine de Rivarol sammen med en tysk professor. Rivarols konklusion lød: "Det, der ikke er klart, er ikke fransk."
Matematikeren Jean le Rond d'Alembert mente i sin tid, at når franske forfattere udtrykker sig klart, er det ikke på grund af sproget, men på trods af det; for med alle sine polysemier og homofoner er fransk så fyldt af muligheder for misforståelse, at man tvinges til at udtrykke sig præcist. Det er måske grunden til, at Hegel siges at være nemmere tilgængelig i fransk oversættelse end på originalsproget tysk, også for andre end franskmænd.

## Grammatik
Den franske grammatik er en tredeling i fonologi, morfologi og syntaks med betydelige overlapninger. Fx hører artiklerne både under morfologien (hvordan de er og bøjes) og syntaksen (hvordan og hvornår de bruges).

### Fonologi

#### Alfabetet
Vokalbogstaverne
| Vokal | Udtale   |
| ----- | -------- |
| a     | /a/      |
| e     | /ø/      |
| i     | /i/      |
| o     | /o/      |
| u     | /y/      |
| y     | /i.gʁɛk/ |

Konsonantbogstaverne
| Konsonant | Udtale    |
| --------- | --------- |
| b         | /be/      |
| c         | /se/      |
| d         | /de/      |
| f         | /ɛf/      |
| g         | /ʒe/      |
| h         | /aʃ/      |
| j         | /ʒi/      |
| k         | /ka/      |
| l         | /ɛl/      |
| m         | /ɛm/      |
| n         | /ɛn/      |
| p         | /pe/      |
| q         | /ky/      |
| r         | /ɛ:ʁ/     |
| s         | /ɛs/      |
| t         | /te/      |
| v         | /ve/      |
| w         | /dubləve/ |
| x         | /iks/     |
| z         | /zɛd/     |

#### Vokalisk og konsonantiskh
h er altid stumt. Ord, som begynder med h, behandles normalt, som om de begyndte med en vokal. Det betyder, at overtrækning finder sted. Der findes dog undtagelser, hvor h'et behandles som et konsonantisk h, og hvor der således ikke finder (må finde) overtrækning sted.
Fx les haricots /le.(ʔ)a.ʁi.ko/.

#### Overtrækning (la liaison)
Overtrækning betyder, at slutkonsonanten i det ene ord udtalemæssigt trækkes sammen med begyndelsesvokalen i det næste ord. Overtrækning forekommer i hurtig eller sjusket tale.
Fx. les États-Unis /le.ze.ta.zy.ni/.

#### Elision
Elision betyder, at slutvokalen i et ord falder bort, når det næste ord begynder med en vokal eller et vokalisk h.
Fx l'homme [lomme]

### Morfologi
Tekst mangler, hjælp os med at skrive teksten

#### Artiklerne
Tekst mangler, hjælp os med at skrive teksten

### Syntaks
Tekst mangler, hjælp os med at skrive teksten

## Fransk udtale
På fransk kan man næsten altid slutte sig til et ords udtale ud fra dets stavemåde, mens man sjældent kan gætte sig frem til stavemåden ud fra udtalen. Det skyldes, at retstavningen har bevaret en række træk fra middelalderen. Der er derfor en række stumme bogstaver og bogstavforbindelser, der udtales ens.
De sidste 400 år har der dog været en række reformer. Den seneste fra 1990 er en anbefaling og vinder kun langsomt indpas.
| a                        | = /a/ |
| ai                       | = /ε/ |
| au                       | = /o/ (som dansk note) |
| ay                       | = /εj/ |
| b                        | = /b/ (stemt som engelsk) |
| c                        | = /s/ foran e, i, y ellers = /k/ (upustet, nærmest som i dansk vække) i udlyd i visse ord (f.eks. banc, blanc, estomac) = [-]                               |
| ç                        | = /s/ |
| ch                       | = /ʃ/ |
| d                        | = /d/ (stemt som engelsk) i udlyd = [-] (i sammenhængende tale trækkes det dog over til en følgende vokal som [t])                                          |
| e                        | = [e] (som dansk fedt) i lukket stavelse uden accent og i åben stavelse med accent grave eller circonflexe = /ε/ (som dansk sætte) ubetonet = [ə] eller [-] |
| eau                      | = /o/ (som dansk note) |
| ei                       | = /ε/ |
| eu                       | peu = /ø/ (som dansk bøde) peur = /œ/ (som dansk smør) |
| f                        | = /f/ (i sammenhængende tale trækkes det over til en følgende vokal som [v]) i pluralis af bœuf (bœufs), œuf (œufs)= [-]                                    |
| g                        | = /ʒ/ (som i engelsk pleasure) foran e, i, y ellers = /g/ (stemt som engelsk)                                                                               |
| gn                       | = /ɲ/ ~ /nj/ |
| gu                       | = /g/ (stemt som engelsk) |
| h                        | = [-] la hache (økse) = [laʔaʃ] |
| i                        | = /i/ foran vokal = /j/ |
| ie                       | = /je/ |
| ill                      | = /ij/ |
| j                        | = /ʒ/ (som i engelsk pleasure) |
| k                        | = /k/ (upustet, nærmest som i dansk vække) |
| l                        | = /l/ |
| m                        | = /m/ foran konsonant stumt med nasalering af den forudgående vokal                                                                                         |
| n                        | = /n/ foran konsonant stumt med nasalering af den forudgående vokal                                                                                         |
| o                        | = /ɔ/ (omtrent som dansk låse) i udlyd (evt. foran stum konsonant), foran stemt s eller med accent circonflexe = /o/ (som dansk note)                       |
| œu                       | = /ø/, /œ/ |
| oi                       | = /wa/ |
| ou                       | = /u/ foran vokal = /w/ |
| oy                       | = /waj/ |
| p                        | = /p/ (upustet, nærmest som i dansk lappe) |
| q                        | = /k/ (upustet, nærmest som i dansk vække) |
| qu                       | = /k/ (upustet, nærmest som i dansk vække) |
| r                        | = /ʁ/ (som i dansk række) i udlyd i infinitiv og i substantiver og adjektiver med suffikset -(i)er = [-]                                                    |
| s                        | = /s/ mellem vokaler = /z/ (som i engelsk gaze) i udlyd = [-] (i sammenhængende tale trækkes det dog over til en følgende vokal som [z])                    |
| t                        | = /t/ (upustet, nærmest som i dansk lette) i udlyd = [-] (i sammenhængende tale trækkes det dog over til en følgende vokal som [t])                         |
| u                        | = /y/ |
| ui                       | = /ɥi/ |
| v                        | = /v/ (som i dansk vand, også efter vokal) |
| x                        | = /ks/ mellem vokaler = /gz/ i udlyd = [-] (i sammenhængende tale trækkes det dog over til en følgende vokal som [z])                                       |
| y                        | = /i/ foran vokal = /j/ |
| z                        | = /z/ (som i engelsk zone) |
| an, am, en, em           | = /ɑ̃/ |
| on, om                   | = /ɔ̃/ |
| in, im, ain, ein, yn, ym | = /ɛ̃/ |
| un, um                   | = /œ̃/ eller /ɛ̃/ nu i Frankrig (Paris). |

Hovedtrykket falder på sidste stavelse, medmindre den er -e eller -es uden accent. Verbalendelsen for 3. person pluralis -ent er ligeledes ubetonet (med stumt nt).

## Fodnoter
1. ↑  Ethnologue.com: Ethnologue report for French
2. ↑  Verdens sprog sorteret efter antal talere
3. ↑  Solveig Schult Ulriksen: "Fransk språk i unionstider", Gobelin Europa (s. 91-2), forlaget Sypress, ISBN 82-91224-12-9
4. ↑  Solveig Schult Ulriksen: "Fransk språk i unionstider", Gobelin Europa (s. 90 og 94)
5. ↑  Solveig Schult Ulriksen: "Fransk språk i unionstider", Gobelin Europa (s. 90-1)